# Mokraćni sustav
Mokraćni ili urinarni sustav (lat. organa urinaria) čine: bubrezi (lat. ren), mokraćovodi (lat. ureter), mokraćni mjehur (lat. vesica urinaria) i mokraćna cijev (lat. urethra).
Razvoj ovih organa je tijesno povezano s razvojem spolnih organa. U muškarca, mokraćni i spolni organi ostaju sjedinjeni na razini mokraćne cijevi (tijekom ejakulacije kroz nju prolazi sperma), a kod žena dolazi do potpunog odvajanja mokraćnih i spolnih puteva.
Organi mokraćnog sustava sudjeluju u reguliranju volumena i sastava tjelesnih tekućina. Putem mokraćnog sustava iz krvne plazme se odstranjuju otpadne tvari (krajnji produkti metabolizma, toksini i sl.) kao i suvišak vode i elektrolita, i pri tome nastaje urin. Od ugljikohidrata i masti kao krajnji produkti nastaju ugljikov dioksid i voda, dok razgradnjom bjelančevina nastaju različiti krajnji produkti ovisno o vrsti organizma. Kod većine beskralježnjaka i kod većine riba krajnji produkt je amonijak, dok se kod složenijih organizama amonijak pretvara u složenije spojeve kao urea i mokraćna kiselina. Kod ptica se u mokraći najviše izlučuje mokraćna kiselina, a kod sisara uglavnom urea. Osim navedenih, mokraćni sustav izlučuju i druge organske i neorganske tvari koje ulaze u sastav organizma.
Osnovni organ mokraćnog sustava je bubreg, u kojem se proizvodi urin procesom glomerulske filtracije i tubularne sekrecije i reapsorpcije. Osim proizvodnje urina kao osnovne uloge, bubrezi vrše i druge važne funkcije za funkcioniranje organizma, od reguliranja krvnog tlaka do proizvodnje hormona i kontrole razina elektrolita u krvi. Urin se iz bubrega prenosi u mokraćni mjehur putem desnog i lijevog mokraćovoda. Mokraćni mjehur je neparni organ koji ima ulogu privremenog rezervoara urina, koji se odvodi izvan organizma putem mokraćne cijevi.
Proces kojim se napunjeni mokraćni mjehur prazni naziva se mikturicija.

## Građa

### Bubrezi
Bubrezi su parni organi koji se nalaze ispod dijafragme s obje strane kralježnice. Po obliku su slični zrnu graha, s udubljenim stranama okrenutim prema kralježnici. Duljina im je 10, širina 5, debljina 3 cm, a masa oko 150 g. Lijevi bubreg nalazi se između 12. torakalnog i 3. lumbalnog kralješka, a desni malo niže. Krvlju su irigirani bubrežnom arterijom, a venska krv se odvodi bubrežnom venom. U uzdužnom presjeku bubreg ima tri sloja:
- omotač nalazi se izvana i sastoji se od vezivnog i masnog tkiva;
- kora nalazi se ispod omotača; u njoj se nalaze Malphigijeva tjelešca i početni dijelovi bubrežnih kanalića;
- srž nalazi se u središnjem dijelu; njezina središnja šupljina naziva se pelvis renalis ili bubrežna zdjelica; u nju se slijevaju calices renales ili bubrežni kanalići.

Osnovna morfološka i funkcionalna jedinica bubrega je nefron. Nalazi se u bubrežnoj kori i srži i bubreg ih sadrži oko jedan milijun. Taj broj je stalan čak i u slučaju odumiranja dijela nefrona ili odstranjivanja jednog bubrega - zbog hipertrofije dolazi do povećanja preostalih nefrona koji preuzimaju funkciju i lučenje nefunkcionalnih.
Glomerul se sastoji se od više dijelova:
- Malphigijevo telešce, sastoji se od Bowmanove čahure i glomerula. Bowmanova čahura je početni dio nefrona i ima dvostruke zidove. Glomerul se nalazi unutar Bowmanove čahure i građom je splet arterijskih kapilara pod visokim tlakom koji sliježu na unutrašnji zid čahure. Glomerul izgrađuju arteriole glomerularis afferens i efferens. Afferens dolaze iz arterija corticales radiatae, dok efferens obuhvaćaju proksimalni i distalni zavijeni kanalić te, prožimajući prostor oko Henleove petlje u obliku vasa recta (arteriole i venule rectae), vraćaju se kao venulae rectae s deoksigeniranom krvlju u venu corticalis radiata.[1] Između unutarnjeg i vanjskog zida Bowmanove čahure nalazi se međuprostor, koji se nastavlja na bubrežni kanalić.
- bubrežni kanalić - je cjevasta struktura koja se krivudavo provlači kroz koru bubrega, silazi u srž, te se vraća u natrag u koru bubrega. Sastoji se silaznog i uzlaznog dijela. Između silaznog i uzlaznog dijela kanalića nalazi se tzv. Henleova petlja. Završni dio bubrežnog kanalića se zajedno s kanalićima ostalih nefrona ulijeva u sabirni kanalić. Sadržaj sabirnog kanalića ulijeva se u bubrežnu čašicu, a iz nje u bubrežnu zdjelicu.

### Mokraćovod i mokraćni mjehur
Iz bubrežne zdjelice urin prolazi kroz mokraćovod do mokraćnog mjehura. Mokraćni mjehur je šuplji organ, kruškolikog oblika na čijem donjem dijelu izlazi mokraćna cijev. Njegova je uloga privremeno skladištenje mokraće.

### Mokraćna cijev
Mokraćna cijev izlazi iz donjeg, suženog dijela mokraćnog mjehura u obliku lijevka i njezin izvodni otvor se kod žena nalazi ispred vaginalnog otvora, a kod muškaraca na vrhu spolnog organa. Kod žena je duga 4 do 5 cm, a kod muškaraca 16 do 18 cm.

## Stvaranje urina
Proces stvaranja urina započinje u Malpigijevom tjelešcu gdje pod djelovanjem krvnog tlaka dolazi do filtriranja krvne plazme kroz zidove kapilara, zatim kroz unutarnji zid Bowmanove čahure, te kroz bazalnu membranu. Molekule s masom nižom 10 000 da s lakoćom prolaze kroz ovaj sustav filtriranja, dok se one s masom iznad 200 000 da zadržavaju u plazmi. U početnom dijelu nefrona stoga nastaje ultrafiltrat krvi. On se od krvi razlikuje po odsutnosti staničnih elemenata i maloj količini bjelančevina. Često se naziva i primarniurin ili preurin zbog svoje sličnosti s krvnom plazmom.  Bubrezi proizvedu oko 180 l primarnog urina u jednom danu, ali količina konačnog urina koji se na kraju izluči je puno manja, jer dolazi do masovnog reapsorbiranja vode i drugih tvari u daljim segmentima nefrona. Primarni urin sadrži, naime,  određenu količinu vrlo korisnih tvari: vode, glukoze, hormona, vitamina, enzima, neorganskih soli, bjelančevina, aminokiselina, te se procesom reapsorbiranja duž bubrežnog kanalića, ove tvari ponovo ulaze u krvotok. U početnom dijelu bubrežnog kanalića vrši se aktivna reapsorpcija glukoze, aminokiselina, bjelančevina, vitamina, neorganskih soli itd. Dolazi i do prijelaza vode iz bubrežnog kanalića u krv. Sve reapsorbirane tvari vraćaju se u kapilare.
U sljedećem dijelu bubrežnog kanalića, Henleovoj petlji, dolazi do nastanka hipotoničnog urina, aktivnim izlučivanjem natrija u uzlaznom dijelu petlje.
U završnom dijelu bubrežnog kanalića dolazi do daljnje reapsorpcije vode i uglavnom elektrolita, ali i do sekrecije nekih iona u unutarnji dio (lumen) bubrežnog kanalića. Na taj način nefron zadržava potrebne tvari, a izlučuje one suvišne i štetne.
Tijekom prolaza urina kroz sabirne kanaliće dolazi do nastanka hipertoničnog urina u konačnom obliku i sadržaju. Urin dospijeva u bubrežnu zdjelicu, a nakon toga mokraćovodom u mokraćni mjehur. Putem mokraćne cijevi izlučuje se iz tijela.

## Oboljenja mokraćnog sustava
Obavljanje ekskretorne funkcije kod bubrega je izuzetno učinkovito, tako da nema potrebe da rade punim kapacitetom. Iz tog je razloga moguće odstraniti jedan bubreg bez većih posljedica. Bubrezi se ipak ne smiju trajno i prekomjerno opterećivati, kao na primjer unošenjem velikih količina bjelančevina kroz hranu.
Ponekad dolazi do urođenih nedostataka pri formiranju bubrega, na primjer neprirodno malog bubrega, nedostatka jednog bubrega, bubrega u obliku potkove itd. Obično nema vanjskih znakova takvih poremećaja. Česta urođena bolest bubrega su bubrežne ciste koje ponekad mogu pritiskati bubrežno tkivo i time izazivati bol, povišen krvni tlak i pojavu krvi u urinu.
Moguća je pojava malignih procesa na bubrezima. Oni češće zahvaćaju bubrežnu masu, a rjeđe i bubrežnu zdjelicu. Obično su metastaze karcinoma prisutnih u drugim dijelova tijela, rjeđe su primarni tumori bubrega. Jedini simptom u ranoj fazi može biti bezbolna pojava krvi u urinu.

### Glomerulonefritis
Glomerulonefritis je upalni proces koji zahvaća glomerule, tj. membrane početnog djela bubrežnog kanalića. Obično se javlja nakon streptokoknu faringitisa. Zbog upale, stanice koje čine glomerul djelomično ili potpuno gube svoju funkciju, zbog čega dolazi do općeg edema, smanjenog stvaranja urina i povećanog krvnog tlaka. U urinu su prisutne bjelančevine i/ili eritrociti. Ako se glomerulonefritis ne liječi, često do trajnih deficita u funkcioniranju i do bubrežnog zatajenja.
Glomerulonefritis je najčešće autoimuna bolest, ali je mogu izazvati neki ksenobiotici ili lijekovi.

### Pijelonefritis
Pijelonefritis je česta upalna bolest, pri kojoj dolazi do širenja infekcije iz donjih dijelova mokraćnog sustava (mokraćna cijev i mjehur) duž mokraćovoda do samog bubrega. Upala se razvija u prostorima između bubrežnih kanalića, a najčešće se javlja kod žena, koje su sklonije infekcijama mokraćnog mehura. Moguće je širenje infekcije na bubrežne kanaliće, što može izazvati zatajenje bubrega. Simptomi su jaka bol u lumbalnom predjelu leđa, pogotovo pri laganim udarcima šakom, vrućica i ukočenost, a može doći i do čestog i bolnog mokrenja.

### Bubrežni kamenac
Bubrežni kamenac je bolest pri kojoj se oko mrtvih stanica, bakterija i stranih tijela talože kristali kalcija, oksalata drugih neorganskih tvari, formirajući tako tzv. calculus ili bubrežni kamenac. Prilikom pomicanja kamenaca ili prilikom peristaltičkog potiska na iste dolazi do snažnih bolova. Terapija bubrežnih kamenaca predviđa usitnjavanje zvučnim valovima ili uklanjanje operativnim putem. Obično se javljaju zbog metaboličkih poremećaja u prometu kalcija, oksalata i urata u kombinaciji s drugim kofaktorima kao npr. upalama.

### Tuberkulozni proces
Ponekada se tuberkulozni proces koji postoji u tijelu kao primarno žarište može putem krvi prenijeti u bubrege. Tada dolazi do upala i gnojenja bubrežne zdjelice.

### Poremećaji mokraćovoda
Moguće su upale mokraćovoda do kojih dolazi zbog povreda pri prolasku kamenca, zbog vraćanja urina iz punog mokraćnog mjehura (što omogućava širenje infekcije) ili se jednostavno prenose iz bubrežnih zdjelica.

### Poremećaji mokraćnog mjehura
Prilično je česta kronična upala mokraćnog mjehura, koja nastaje uzlaznom infekcijom kroz mokraćne puteve, naročito u žena koje imaju kraću mokraćnu cijev. Nastanku infekcije pogoduje nepotpuno pražnjenje mjehura, a kod starijih muškaraca uvećanje prostate. Simptom je često i bolno mokrenje.
Moguće je spuštanje kamenca iz bubrega u mjehur ili njegov nastanak na tom mesti, što je obično popraćeno infekcijom ili upalom.
Postoji mogućnost nastanka tumora na mokraćnom mjehuru, a najugroženije su grupe pušači, radnici u tvornicama boja i ostali koji su izloženi utjecaju kancerogenih kemikalija. Simptom je bezbolna pojava krvi u mokraći, a kasnije se javlja i lokalna bol.

## Mokraćni sustav kod drugih organizama
Građa mokraćnog sustava i način ekskrecije krajnjih metabolita razlikuje se ovisno o složenosti samog organizma.
Kod jednostaničnih organizama izlučivanje otpadnih metabolita odvija se kroz čitavu staničnu površinu, kroz hranjive vakuole i kontraktilne vakuole. Jednostavniji organizmi izlučivanje vrše kroz staničnu membranu i putem hranjive vakuole, dok kod složenijih organizama (npr. paramecija) postoji kontraktilna vakuola kao organel ekskrecije. Ona se sastoji od kružno postavljenih kanalića s centralno postavljenom šupljinom. Kontraktilna vakuola se rizmički steže i opušta, a njezini se kanalići pune i prazne suvišnom vodom i produktima staničnog metabolizma. Pri kontrakciji se sadržaj kanalića izbacuje u okoliš.
Specijalizirane stanice s kontraktilnim vakuolama javljaju se i kod nekih višestaničnih organizama, kao kod spužve, pa one kod njih predstavljaju ekskrecijske organe. Kod višestaničnih organizama ekskrecijski organi su u pravilu mnogo složeniji. 
Virnjaci imaju ekskrecijske kanaliće jednostavne građe koji se nazivaju protonefridije. Njihov početak čine trepetljikaste stanice koje skupljaju ekskrete iz tijela. Kanalići završavaju porama na površini tijela preko kojih se izlučevine izbacuju u okoliš.
Člankovite gliste imaju složenije ekskrecijske kanaliće koji se nazivaju metanefridije. U svakom članku njihovih tijela nalaze se po dvije. Njihov početni dio nalazi se u tjelesnoj šupljini u obliku lijevka s vijencem trepetljika. Završni dio kanala završava se na bočnim stranama tijela. Tekućina koja ulazi iz tjelesne šupljine u metanefridije djelomično se filtrira radom trepetljika na lijevkastom početku kanalića, a potom se kreće kroz izvijeni kanal, pri čemu se vrši reapsorpcija korisnih tvari u samu tjelesnu šupljinu. Kroz vanjske otvore izlučuju se samo voda i otpadne tvari metabolizma.
Kod kukaca nalazimo tzv. Malpighijeve kanaliće koji se nalaze u tjelesnoj šupljini, a izlevaju se u probavni sustav. Za njih je specifično da zajedno s vodom luče kalij u šupljinu Malpigijevih kanalića, nakon čega dolazi do pasivnog lučenja zbog nastale razlike u osmotskom tlaku. Reapsorpcija se odvija u probavnom sustavu, što nije slučaj s drugim životinjskim skupinama, kod kojih se to odvija u samim organima za ekskreciju.
Ekskrecijski organ kod rakova je antenalna žlijezda, koja funkcionira slično bubregu kralježnjaka, iako je morfološki drukčija.
Mekušci imaju diferencirane bubrege koji funkcioniraju na sličan način kao bubrezi kralježnjaka.
Kralježnjaci kao organe za ekskreciju imaju bubrege. Najveći dio produkata metabolizma i drugih tvari izlučuje se preko bubrega u mokraću.